# Кіромбо
Кіромбо (Leptosomus discolor) — вид сиворакшоподібних птахів монотипової родини кіромбових (Leptosomidae). Інколи вид відносять до монотипового ряду Leptosomiformes.

## Поширення
Вид досить поширений на Мадагаскарі та Коморських островах.

## Опис
Довжина тіла коливається від 38 до 50 см, вага — 190—270 г. Для кіромбо характерний статевий диморфізм. У самця спина шиферно-сіра з вираженим зеленим і мідним відтінком, верх голови чорний, черево попелясто-сіре. У самиць оперення скромніше — черевна сторона тіла рудувата в темно-бурих поперечних смугах. Дзьоб міцний, в основі дещо розлогий, сірого або чорного кольору. Щілиноподібні ніздрі розташовані майже посередині дзьоба і прикриті роговими кришечками. Крила у цих птахів добре розвинені, хвіст відносно довгий, ноги короткі.

## Спосіб життя
Кіромбо мешкає у тропічних і субтропічних лісах, густих деревинно-чагарникових саванах. Живиться комахами, переважно гусеницями, жуками і сараною, а також дрібними деревними плазунами.
Тримаються парами або невеликими зграйками. Під час шлюбного періоду самці злітають на велику висоту і з грубим свистом пікірують вниз. Крутими піке і мертвими петлями самці намагаються привабити самиць. Гніздяться в дуплах, у які самиця відкладає 3-5 білих яєць.